# Linnaemya keiseri
Linnaemya keiseri là một loài ruồi trong họ Tachinidae.